# 2K 해상도
2K 해상도는 약 2,000픽셀의 수평 해상도를 갖는 디스플레이 장치 또는 콘텐츠를 가리키는 일반적인 용어이다. 영화 프로젝션 업계에서 디지털 시네마 이니셔티브(Digital Cinema Initiatives)는 2K 출력의 지배적인 표준이며 2048 × 1080의 해상도로 2K 형식을 정의한다. 텔레비전 및 소비자 미디어의 경우 1920 × 1080이 가장 일반적인 2K 해상도이지만 일반적으로 1080p라고 한다.

## 해상도
| 포맷                       | 해상도      | 가로세로비              | 화소      |
| -------------------------- | ----------- | ----------------------- | --------- |
| DCI 2K (네이티브 해상도)   | 2048 × 1080 | 1.90:1 (256:135, ≈17:9) | 2,211,840 |
| DCI 2K (평면 크롭)         | 1998 × 1080 | 1.85:1                  | 2,157,840 |
| DCI 2K (시네마스코프 크롭) | 2048 × 858  | 2.39:1                  | 1,755,136 |
| QXGA                       | 2048 × 1536 | 1.33:1 (4:3)            | 3,145,728 |
| WUXGA                      | 1920 × 1200 | 1.60:1 (16:10)          | 2,304,000 |
| Full HD                    | 1920 × 1080 | 1.78:1 (16:9)           | 2,073,600 |
| QWXGA                      | 2048 × 1152 | 1.78:1 (16:9)           | 2,359,296 |

## 같이 보기
- 4K 해상도